# Janet Miller
Janet Miller (* 30. September 1873 in Fayette, Missouri; † 20. April 1958 in Marlin, Texas) war eine US-amerikanische Schriftstellerin, Missionarin und Ärztin. Für die Methodist Episcopal Church, South arbeitete sie unter anderem in Asien und Afrika als Missionarin, größtenteils in Verbindung mit ihrer medizinischen Ausbildung. Im Jahr 1935 wurde sie für ihr soziales Engagement mehrfach für den Friedensnobelpreis nominiert. Anfang der 1930er verfasste sie für den Verlag Houghton Mifflin zwei Reiseberichte und ein Kinderbuch. Besonders die Reiseberichte fanden Aufmerksamkeit und wurden in begrenztem Umfang später wieder aufgegriffen.

## Leben
Miller wurde laut der Library of Congress 1873 in Fayette im US-Bundesstaat Missouri geboren, das Online-Portal des Elmwood Cemetery benennt davon abweichend ihren Geburtsort mit Lebanon, Tennessee. Ihr Vater Wesley Miller arbeitete zunächst als Arzt, begann aber dann ein Theologiestudium, um methodistischer Pastor zu werden. 1880 zog sie mit ihm nach Memphis, wo er eine entsprechende Stellung gefunden hatte. Als junges Mädchen erkrankte sie an Kinderlähmung und war lebenslang körperlich beeinträchtigt. Als junge Erwachsene entschloss sich Miller, für die Methodist Episcopal Church, South, Missionarin zu werden. Zunächst arbeitete sie auf den Philippinen und wurde anschließend nach Hiroshima versetzt, wo sie als Lehrerin an einer Mädchenschule arbeitete. Motiviert durch die häufigen Sehstörungen japanischer Kinder entschloss sie sich zu einem Medizinstudium. Entsprechende universitäre Abschlüsse erhielt sie sowohl in Japan als auch von der University of Oxford. Praktika absolvierte sie bei Fachärzten in Chicago und Memphis, sodass sie schließlich eine ausgebildete Augenärztin war. Danach engagierte sie sich wieder als Missionarin, band ihr medizinisches Wissen aber fortan in ihre Arbeit ein.
Porträtbild von Janet Miller in ihrer Zeit in Shanghai, datiert auf etwa 1923

Link zum Bild

Danach hatte sie unter anderem Missionarsaufenthalte auf dem Gebiet des heutigen Israel, erneut in Japan sowie in Shanghai, wo sie Direktorin des Margaret Williamson Maternity Hospital (heute Red House Hospital) wurde, der ersten Mutter-und-Kind-Klinik der Stadt. Zudem arbeitete sie als Musiklehrerin und als Lehrerin am Shanghaier Woman’s Union Christian Medical College. In ihrer Freizeit brachte sie erblindeten Kindern das Lesen und Schreiben von Blindenschrift bei. In Shanghai diente sie zwölf Jahre, ehe sie 1927 nach Belgisch-Kongo versetzt wurde, wo sie ab 1928 im Auftrag der Methodist Episcopal Church, South die medizinische Leitung eines neu errichteten Krankenhauses übernehmen sollte. Abweichend von dieser Darstellung seitens der methodistischen Kirche gab die Autorin Noreen Tatum 1960 an, Miller sei von einem Missionarsaufenthalt in Chile nach Belgisch-Kongo versetzt worden. Die Kranken- und Wohlfahrtsstation lag in der Stadt Minga im Stammesgebiet der Batetela im Osten der Kolonie. Ursprünglich wollte ihre Missionarsgesellschaft dazu einen Mann entsenden, doch war kein geeigneter Kandidat zu finden. Miller war die erste Ärztin, die in Vollzeit sich um die Belange des Krankenhauses kümmern sollte. An ihrer Seite stand die Missionarin Flora Foreman, eine Registered Nurse aus dem US-Bundesstaat Arkansas. Im Mittelpunkt der Arbeit im sogenannten Minga Hospital stand die Behandlung typischer tropischer Krankheiten, besonders der Schlafkrankheit. Auch das Großziehen von Waisen und Halbwaisen gehörte zu den Aufgaben des Krankenhauses. Zur Versorgung der Station ließ Miller einen krankenhauseigenen Gemüsegarten anlegen. Miller verließ Minga 1931, weil sich ihre Missionarsgesellschaft immer noch einen Mann in Minga wünschte; dass eine Frau allein diese Stelle inne habe, sei für diese zu gefährlich. Ihr Nachfolger wurde William Hughlett.
Anschließend kehrte Miller in die USA zurück; sie nahm sich zunächst einen Urlaub von ihrer Missionarstätigkeit.  Bei solchen Heimaturlauben besuchte sie häufig Memphis, den Wohnort ihrer Schwester. Nach Ende ihrer Missionarstätigkeit kehrte sie nach Amerika zurück und wurde dort als Buchautorin und Rednerin bekannt. Zumindest in der ersten Hälfte der 1930er-Jahre wohnte sie ebenfalls in Memphis. Im Jahr 1935 wurde sie für ihr soziales Engagement von den US-Senatoren Kenneth McKellar und Nathan L. Bachman und dem Repräsentantenhaus-Abgeordneten David D. Terry jeweils für den Friedensnobelpreis vorgeschlagen. US-Senator Bachman hob ihre kleinen „Friedenskonferenzen“ hervor, die sie wöchentlich mit Studenten aus verschiedenen Ländern an jenen Orten abgehalten habe, an denen sie gerade arbeitete. Wenn man Leute für etwas inspiriere, habe das einen weitreichenden Einfluss. Die Autorin Ingunn Norderval, die 2021 ein Buch über Women and the Nobel Peace Prize verfasste, führte noch eine weitere Nominierung durch die japanischen Politiker Jōichi Yamaji und Gorō Arakawa auf, die Miller und ihre Arbeit als „den mächtigsten Faktor für die heutige internationale Freundschaft und das heutige gegenseitiges Verständnis zwischen den Nationen in dieser Welt“ beschrieben. Miller habe einen großen Anteil daran, dass im Westen ein größeres Verständnis für Japan und seine Einwohner entstanden sei. Die Nominierungen waren aber erfolglos; der Preis des Jahres ging später rückwirkend an Carl von Ossietzky. Miller starb am 20. April 1958 in Marlin, Texas, und wurde auf dem Elmwood Cemetery in Memphis begraben, ausweislich der Friedhofsdatenbank bereits am 21. April 1958.

## Schriftstellerisches Werk

### Jungles Preferred(1931)
Millers Hauptwerk ist das 1931 erschienene Jungles Preferred. Das Buch behandelt ihre Missionarstätigkeit in Belgisch-Kongo und umfasst Informationen zur Anreise nach Minga und zu ihrer Arbeit im Minga Hospital, unter anderem über die Behandlung der Krankenhauspatienten. Bildliche Beschreibungen des von ihr Erlebten sind ein wesentlicher Bestandteil des Buches. In einem Beitrag für die Website der 200-Jahr-Feier des Bestehens methodistischer Missionen kommentierte die Journalistin Christie R. House, der Buchtitel (zu deutsch wörtlich Dschungel bevorzugt) verrate viel über Millers Meinung über die Entscheidung der methodistischen Missionsverwaltung, dass für eine alleinstehende Frau ein Missionarsaufenthalt im afrikanischen Regenwald zu gefährlich sei. Die New York Times nannte Jungles Preferred noch drei Jahre nach seiner Veröffentlichung ein „unvergessliches“ Buch. Zeitgenössisch wurde das Buch in Fachzeitschriften unterschiedlicher Disziplinen wahrgenommen.
Mazÿck P. Ravenel beschrieb das Buch im American Journal of Public Health als „eine faszinierende Erzählung einer Ärztin“, die „Entbehrungen erlebte, die starke Männer herausgefordert hätten“. Das Buch sei zwar ein „Reise- und Erkundungsbuch“ und als solches „faszinierend“, aber die medizinischen Aspekte seien ebenfalls spannend, mache Miller doch Angaben über Medizin und Gesundheit in Afrika, einen „Teil dieser Welt, über den zu wenig bekannt“ sei. Ravenel hob Millers „scharfen Sinn für Humor“ sowie ihre „große Liebe für ihre Mitgeschöpfe“ hervor, durch die das Buch „entzückend“ sei. Das Journal of the American Medical Association nannte ihr Buch eine „lebhafte Impression“  der Bedingungen, Stationen und Erkenntnisse ihrer Reise. In vorbildlicher Weise sei ihr Stil „direkt und klar und lebhaft, voll mit Humor und fröhlichen Anspielungen“. Sie „repräsentiert die beste Sorte eines Arbeiters im Weinberg des Herrn“, da sie „ihrer Arbeit gegenüber hingebungsvoll und engagiert“ sei und nützliches Vorwissen mitbringe. Dank ihrer „beiläufigen und scherzhaften“ Bewertungen über ihre Mitmenschen und ihres „hoch entwickelte[n] und weise[n]“ Blicks auf die Welt sei sie eine einzigartige Vertreterin ihres Fachs. Einziger Kritikpunkt am „wunderbar[en]“ Buch sei das Fehlen einer  Landkarte der von Miller besuchten Region, die für ein Reisebuch eigentlich wesenhaft sei.
In einer Rezension in den African Affairs der Royal African Society wurde das Buch als „wunderbares, munteres Buch“ beschrieben, das „so packend wie ein guter Roman“ sei. Miller vermittle ein „fröhliches“ Bild von Afrika, spare aber nicht „die dunklen Seiten des afrikanischen Lebens“ aus: „die Schrecken der Krankheiten, mit denen man ringen muss, die unausweichlichen Phasen von Einsamkeit und Niedergeschlagenheit, oder die Schwierigkeiten der Haushaltung im Dschungel“. Millers Erzählung umfasse zudem „viele gepfefferte Häppchen“, die das Lesen amüsant machten. Der Rezensent fügt allerdings auch an, dass Millers Buch aus wissenschaftlicher Sicht einige Ungenauigkeiten und Fehler enthalte. Beispielsweise verneine sie fälschlicherweise die Existenz mündlicher Traditionen unter den afrikanischen Völkern, spräche dafür aber von „wilden Truthähnen“ und „Abgottschlangen“ im Stammesgebiet der Batetula. Das Buch sei entweder „eilig geschrieben“ oder „besteht aus täglich geschriebenen Notizen, die nie ordentlich durchgesehen“ worden seien. Abgesehen von „diesen und einigen anderen“ Kritikpunkten sei aber Jungles Preferred ein Buch, an dem man sich „von ganzem Herzen erfreuen“ könne. Eine weitere Rezension erschien im Quarterly Review of Biology als Doppelrezension zusammen mit einer Rezension einer englischsprachigen Übersetzung von Albert Schweitzers Zwischen Wasser und Urwald. Der ungenannte Rezensent lobte beide Werke; trotz der geschilderten widrigen Umstände erzeugten beide Bücher die Lust, selbst eine solche Reise zu unternehmen. „Wenn alle Missionare Schweitzers oder Millers wären, wäre das generelle Ansehen des Berufsfeldes höher, als es ist.“
Die Literaturwissenschaftlerin Joyce Kelley behandelte das Buch 2015/2016 in ihrer Studie Excursions into Modernism: Women Writers, Travel, and the Body. Millers Erzählung komme mit viel Selbstironie aus, spiele aber auch mit Realität und Fiktion. Ihre Beschreibungen knüpfe sie oftmals an persönliche Wertungen. So beschreibe Miller zum Beispiel die traditionellen Körpermodifikationen der von ihr besuchten Stämme als „Grotesken persönlicher Verzierungen“. Für die Beschreibung einzelner Stammesmitglieder ziehe sie Tiervergleiche heran. Die Erkrankung einer (weißen) US-amerikanischen Freundin an Amöbenruhr nennt Kelley „aufschlussreich“, da Miller die Erkrankung ihrer Freundin auf die „gefährliche Umgebung“ Afrikas zurückführe, an die sich Weiße nicht anpassen können. Für Kelley ist Millers unterschwellige Haltung „casual racism“; sie sei darin bemüht gewesen, eine imaginäre Grenze zwischen „Schwarzen und Weißen, Anderem und Bekanntem“ zu ziehen. Deshalb sei es für sie eine „unangenehme Grenzüberschreitung“ gewesen, als sie feststellte, dass die Einheimischen sie ebenfalls mit Tiervergleichen bedachten; missmutig hörte sie, dass ihre Augen mit denen eines „wilden Schweines“ und ihr Haar mit einem „Elefantenschwanz“ verglichen wurden.

### Sammy and Silverband(1931)
Noch im gleichen Jahr veröffentlichte Miller das Kinderbuch Sammy and Silverband, a tale of the African jungle, das von Erick Berry illustriert wurde. Ihr Verlag Houghton Mifflin bewarb das Buch als eine von mehreren „Geschichten ferner Länder für kleine Jungen“. Es sei eine Sammlung „viele[r] wunderbare[r] Erzählungen von Tieren“ und handle von einem „kleine[n] Junge[n], dessen bester Freund sein Elefant Silverband“ sei. Ausweislich der Publishers Weekly empfahl der Verlag das Buch für Kinder von acht bis zwölf Jahren. Wilhelmina Harper sprach im Western Journal of Education eine Empfehlung für die fünfte und sechste Klassenstufe aus; das Buch gebe einen „intime[n] Einblick in das Leben im afrikanischen Dschungel“. Als Autorin von Jungles Preferred und Sammy and Silverband erhielt Miller ferner eine Einladung für einen Vortrag auf dem Jahrestreffen des National Council of Teachers of English.

### Camel-bells of Baghdad(1934)
Im 1934 erschienenen Buch Camel-bells of Baghdad berichtet  Millers von einer Reise in den Nahen Osten, die sie Anfang der 1930er unternahm. Ursprünglich plante sie eine Expedition ins Kaiserreich Abessinien, stieß aber bei einem Zwischenhalt in London im British Museum auf Bücher über Bagdad, die sie so faszinierten, dass sie ihre Reisepläne änderte. Zunächst schiffte sie sich an Bord der Handelsmarine nach Basra ein und brach von dort nach Bagdad auf. Im Buch schildert sie anschließend ihre Erkundungstouren in Bagdad selbst und ihre Ausflüge nach Babylon und ins Gebiet des antiken Volkes der Chaldäer im südlichen Mesopotamien. Anschließend setzte sie ihre Reise im damaligen Persien fort, wo sie unter anderen Teheran, Isfahan, Schiras, Maschhad, Persepolis, Ghom und „Pahlevi am Ufer des Kaspischen Meeres“ besuchte. Nebenher schildert sie auch ihre gezielt gesuchten Kontakte zu Einheimischen „sowohl aus der Ober- als auch aus der Unterschicht“. Abgesehen vom eigentlichen Reisebericht enthält das Buch auch einige Illustrationen sowie eine Karte der Region.
Kritisch wurde das Buch im Geographical Journal der Royal Geographical Society besprochen. Der Rezensent betonte, dass Miller für ihre Reise vorrangig moderne Fortbewegungsmittel wie das Automobil und das Flugzeug genutzt habe: „Die Gärten von Babylon wurden vom Rücksitz eines Autos gesehen und die Kamelglocken gingen in den Lauten einer Motorhupe unter.“ Miller sei mehr „an der sogenannten Romantik des Ostens“ interessiert als am „Wunsch nach ernsthaftem Reisen“. Ihre Entscheidung, nicht ihre eigentlich geplante Reise ins Kaiserreich Abessinien anzutreten, sei „der Fehler ihres Lebens“ gewesen. Der britische Spectator veröffentlichte dagegen eine positivere Rezension. Miller sei eine „außerordentlich talentierte und feinfühlige Beobachterin“, die auch in der Lage sei, „ernsthafte politische Urteile zu fällen“. „Ihre Eindrücke sind frisch und lebhaft aufgezeichnet“, „weiteren Charme“ gewinne das Buch durch das Zitieren anderer Reiseschriftsteller. Der Schwerpunkt des „gut geschriebenen und anziehenden“ Buches liege eher auf der Beschreibung Persiens, zu dem Miller auch Informationen über die politische Situation liefere. Persien-Interessierten könne man daher „das Buch mit Sicherheit empfehlen“. Der Wisconsin Library Bulletin nannte das Buch einen „herrlichen Bericht einer Reise nach Persien“. Durch den „neckische[n] Humor und den originellen Standpunkt der Autorin“ sei es „viel mehr als ein normales Reisebuch“.
Ähnlich war der Grundton in einer Rezension in der New York Times. Millers Buch offeriere „einen Ausweg […] aus dem eintönigen Alltagsleben“ hin zu romantischen Orten im Nahen Osten. Es unterscheide sich insofern von Jungles Preferred, als dass Miller freiwillig die Reise antrat und damit eine etwas andere Grundeinstellung hatte. Mit ihrer „Begeisterung“ für ihre Erlebnisse und das, was noch kommen könnte, stecke sie den Leser förmlich an. Miller sei eine „Impressionistin“, deren Beschreibungen „den Charme des Neuen, des Frischen und des Originellen“ hätten. Ihr Buch sei mehr als „emotionale Empfänglichkeit“, liefere es doch „Informationen […] über historische Orte, die berühmten Personen, deren Namen mit den vor ihr besuchten Städten verbunden sind, über Waren und Bedingungen und all jene Dinge, deren Tragweite auf ein schnelles Auge und einen wachen Verstand wirken“. Ihr „glitzernde[r] Humor“ sei „keineswegs die letzte Freude ihres Buches“. Camel-bells of Baghdad sei „ein Buch über ihre Reise, das den meisten Reisebüchern ganz unähnlich ist; ein Buch, das fasziniert, das in Farbe und Schönheit schimmert und leuchtet, das durch die begierige Freude der Autorin über alles, das sie sah und tat, begeistert.“ Die Leserschaft ihres Buches „schließt sich ihrer Dankbarkeit an“, dass sie in London von Bagdad fasziniert wurde und deshalb ihre ursprünglichen Reisepläne geändert habe.
Die US-amerikanische Schriftstellerin Mary Helen Stefaniak griff 2010 Miller – angelehnt an Camel-bells of Baghdad – in ihrem eigenen Buch The Cailiffs of Baghdad, Georgia auf. Eine der Hauptfiguren von Stefaniaks Geschichte, Grace Spivey, begegnet Miller während ihrer eigenen Reise durch den Nahen Osten, freundet sich mit ihr an und wird ihre (freilich fiktive) Reisebegleiterin.

## Werke
- Janet Miller: Jungles preferred. Houghton Mifflin, Boston/New York City 1931.
- Janet Miller: Sammy and Silverband, a tale of the African jungle. Houghton Mifflin, Boston / New York City 1931.
- Janet Miller: Camel-bells of Baghdad: an adventurous journey to the city of the Arabian nights, the tower of Babel, the garden of Eden, the palace of Darius, the bazaars of Teheran, and the mountains and deserts of Persia. Houghton Mifflin, Boston/New York City 1934.